# Пак Ин Бін
Пак Ин Бін (кор. 박은빈, нар. 4 вересня 1992) — південнокорейська акторка. Вона розпочала свою акторську кар'єру дитиною-моделлю у 1996 та зробила свій дебют на телебачені дитиною-акторкою у серіалі «Білі ночі 3.98» 1998 року. Акторка відома своїми головними ролями в телесеріалах «Привіт, мої двадцять років!» (2016–2017), «Міжсезонна ліга» (2019–2020), «Вам подобається Брамс?» (2020), «Любов короля» (2021), «Надзвичайна юристка У» (2022) та «Діва з безлюдного острова» (2023)
Ин Бін отримала міжнародне визнання за свою акторську гру титульної персонажки в серіалі «Надзвичайна юристка У», за що отримала нагороду «Великий приз в категорії Телебачення» на 59-ій Премії мистецтв Пексан. Вона була названа Телевізійним актором року за Gallup Korea, Культурною особою року за Sisa Journal та Іконою драми 2022 за Cultura. Ин Бін також отримала свою першу згадку в Forbes Korea Power Celebrity у 2023, посівши 11-те місце.

## Біографія
Пак Ин Бін народилася 4 вересня 1992 року у столиці Республіки Корея місті Сеул. Коли їй не виповнилося ще й 6 років, вона дебютувала як дитина-актор, у наступне десятиліття вона зіграла понад 30 дитячих ролей в фільмах та серіалах. Першою головною роллю в кар'єрі Ин Бін стала роль в романтичному серіалі «Операція Освідчення», що вийшов в ефір напочатку 2012 року. Після ролі в цьому серіалі акторка перейшла до виконання більш дорослих ролей. Підвищенню популярності Ин Бін сприяла роль в молодіжному серіалі «Привіт, мої двадцять років!» 2016 року, та сиквелі що вийшов у наступному році. Наприкінці 2017 року акторка отримала головну роль в юридичній драмі «Суддя проти судді», у наступному році вона зіграла головну жіночу роль в містичному трилері «Детектив-привид».

## Фільмографія

### Телевізійні серіали
| Рік        | Назва                                     | Роль                        | Мережа        |
| ---------- | ----------------------------------------- | --------------------------- | ------------- |
| 1998       | «Біла ніч 3.98»                           | Чхве Су Йон                 | SBS           |
| 1999       | «Побудуйте будинок на піску, Крокодили»   |                             | MBC           |
| 1999       | «Я тільки знаю кохання»                   | Чон Мін                     | MBC           |
| 2000       | «Гра Сон Ї, золоте сяйво»                 |                             | MBC           |
| 2000       | «Донька злодія»                           | Чон Нім                     | SBS           |
| 2001       | «Імператриця Мьонсон»                     | юна імператриця Санмьон     | KBS2          |
| 2001       | «Сан До»                                  | Іппеюні                     | MBC           |
| 2001       | «Ангел-охоронець»                         | юна Чан Да Со               | SBS           |
| 2001       | «Щоденник скетчив Юни»                    |                             | EBS           |
| 2002       | «Я та мій тато трансформер»               | Кім Ма Рі                   | MBC           |
| 2002       | «Кухарка»                                 |                             | MBC           |
| 2002       | «Моє кохання Патці»                       | юна Ин Хї Вон               | MBC           |
| 2002       | «Жорстоке кохання»                        | юна Со Кьон Джу             | KBS2          |
| 2002       | «Скляні капці»                            | юна У Син Хї                | SBS           |
| 2003       | «Вік воїнів»                              | королева Сапьон             | KBS1          |
| 2003       | «Сільська принцеса»                       | юна Кім Ким Хї              | MBC           |
| 2003       | «Жінка короля»                            | Сон Ї                       | SBS           |
| 2003       | «Осінній друг»                            |                             | EBS           |
| 2004       | «Вітраж»                                  | юна Шин Чі Су               | SBS           |
| 2005       | «Зустріч»                                 | Юна Чхве Ом Чі              | MBC           |
| 2005       | «Воскресіння»                             | юна Со Ин Ха                | KBS2          |
| 2005       | «Гонконзький експрес»                     | Хван Хї                     | SBS           |
| 2005       | «Мрії про захоплюючий новий шкільний рік» | Мі Ре                       | EBS           |
| 2006       | «Сеул 1945»                               | Мун Сок Кьон                | KBS1          |
| 2007       | «Моя улюблена сестра»                     | Мін Чі На                   | MBC           |
| 2007       | «Наздоганяючи каннамських мам»            | Лі Чі Йон                   | SBS           |
| 2007       | «Легенда»                                 | юна Со Кі Ха                | MBC           |
| 2007       | «Лобіст»                                  | юна Ю Мун Йон               | SBS           |
| 2009       | «Імператриця Чхончху»                     | юна королева Хончон         | KBS2          |
| 2009       | «Королева Сондок»                         | принцеса Бо Рян             | MBC           |
| 2011       | «Одержимі мрією»                          | Ко Хе Сон (камео, 16 серія) | KBS2          |
| 2011       | «Гьобек»                                  | юна Инго                    | MBC           |
| 2012       | «Операція Освідчення»                     | Хам ї Силь                  | Chosun TV     |
| 2013       | «Хо Чон, початок історії»                 | Лі Да Хї                    | MBC           |
| 2014       | «Таємні двері»                            | леді Хьогьон                | SBS           |
| 2016       | «Банк Чо Ко»                              | Ха Чо Ко                    | Naver TV Cast |
| 2016       | «Артист»                                  | Су Хьон (камео, 18 серія)   | SBS           |
| 2016       | «Привіт, мої двадцять років!»             | Сон Чі Вон                  | JTBC          |
| 2016– 2017 | «Батько, я подбаю про тебе»               | О Дон Хї                    | MBC           |
| 2017       | «Привіт, мої двадцять років! 2»           | Сон Чі Вон                  | JTBC          |
| 2017–2018  | «Суддя проти судді»                       | Лі Чон Джу                  | SBS           |
| 2018       | «Детектив-привид»                         | Чон Йо Уль                  | KBS2          |
| 2019–2020  | «Міжсезонна ліга»                         | Лі Се Йон                   | SBS           |
| 2020       | «Вам подобається Брамс?»                  | Чхе Сон А                   | SBS           |
| 2021       | «Любов короля»                            | Лі Хвї / Дам Ї / Йон Сон    | KBS2          |
| 2022       | «Надзвичайна юристка У»                   | У Йон У                     | ENA           |

### Фільми
| Рік          | Назва                                                | Роль     |
| ------------ | ---------------------------------------------------- | -------- |
| 2000         | «Молитва дівчини»                                    |          |
| 2002         | «Спогади»                                            |          |
| 2002         | «Романтичний президент»                              |          |
| 2004         | «Коли закінчиться цей душ?» (короткометражний фільм) |          |
| 2004         | «Як сберигти мою любов»                              |          |
| 2010         | «Смертельний дзвінок 2: Кривавий табір»              | На Рє    |
| 2013         | «Таємно, сильно»                                     | Юн Ю Ран |
| 2022         | «Відьма: Частина 2. Інший»                           | Кьон Хі  |
| В очікуванні | «Бостон 1947»                                        |          |

## Нагороди
| Рік  | Нагорода               | Категорія                                             | Робота                   | Результат | Прим.  |
| ---- | ---------------------- | ----------------------------------------------------- | ------------------------ | --------- | ------ |
| 2009 | 23-тя Премія KBS драма | Краща юна акторка                                     | «Імператриця Чхон Чху»   | Перемога  | [ 12 ] |
| 2020 | 28-ма Премія SBS драма | Нагорода за високу майстерність (акторка мінісеріалу) | «Вам подобається Брамс?» | Перемога  | [ 13 ] |
| 2020 | 28-ма Премія SBS драма | Краща пара (разом з Кім Мін Чже)                      | «Вам подобається Брамс?» | Перемога  | [ 13 ] |
| 2020 | 28-ма Премія SBS драма | Нагорода за майстерність (акторка мінісеріалу)        | «Міжсезонна ліга»        | Номінація | [ 13 ] |
| 2020 | Премія Grimae          | Краща акторка                                         | «Міжсезонна ліга»        | Перемога  | [ 14 ] |
| 2021 | 35-та Премія KBS драма | Нагорода за високу майстерність (акторка)             | «Любов короля»           | Перемога  | [ 15 ] |
| 2021 | 35-та Премія KBS драма | Нагорода за майстерність (акторка мінісеріалу)        | «Любов короля»           | Номінація | [ 15 ] |
| 2021 | 35-та Премія KBS драма | Нагорода за популярність (акторки)                    | «Любов короля»           | Перемога  | [ 15 ] |
| 2021 | 35-та Премія KBS драма | Краща пара (разом з Роуном)                           | «Любов короля»           | Перемога  | [ 15 ] |